# WordPad
WordPad е основен текстов редактор, включен в почти всички версии на Microsoft Windows от Windows 95 нагоре.
Програмата е по-сложна от Notepad, но по-проста от Microsoft Works Word Processor и Microsoft Word. Замества Windows Write.

## История
WordPad за първи път е представен в Windows 95. Замества Windows Write, който е предоставен във всички предишни версии на Windows (версия 3.1 и по-ранни). Сорскода на WordPad е разработен от Microsoft като тестово приложение на Microsoft Foundation Classes версия 3.2 и по-късни, малко преди появата на Windows 95 на пазара.
Microsoft са обновили интерфейса на WordPad в Windows 7 като добавят ново поле в стил Office 2007, което заменя менютата и лентите с инструменти. Подобни промени в интерфейса е имало и при други програми, включени в Windows, като например Paint. В Windows 7 WordPad вече включва поддръжка на Office Open XML и OpenDocument Format.

## Характеристики
WordPad може да форматира и принтира текст, но му липсват по-сложни функции като проверка на правопис, тезаурус и поддръжка на таблици. Заради това програмата е по-подходяща за писане на писма или части от документи, а не се използва за по-сериозна графична обработка или за по-дълга работа, каквато например са книгите.
WordPad може да работи с Rich Text Format, но няма възможността да използва всички свойства на формата. Използва RichEdit контрол на Microsoft, версия 4.1, която идва и с Windows XP SP1 и следващите операционни системи, включително Windows Vista.
Предишните версии също и поддържали формата Word for Windows 6.0.
WordPad за Windows XP съдържа пълна поддръжка на Уникод и множество езици. Може да отваря Microsoft Word файлове, въпреки това понякога не форматира правилно текста. За разлика от предишните версии не може да запазва файлове във формат .doc, а само в .txt или .rtf. Windows XP Service Pack 2 изключва поддръжката за отваряне на .wri файлове заради проблеми със сигурността.
Windows XP Tablet PC Edition SP2 и Windows Vista включват разпознаване на говор и затова вече е възможна диктовка в WordPad.
В тези, а и в по-новите операционни системи RichEdit контролира, което позволява поддръжката на разширени услуги (като проверка на правопис) да се вгради чрез Text Services Framework.
В Windows Vista поддръжката за четене на DOC файлове е премахната заради проблеми с форматирането, а също и заради уязвимостта в сигурността при отваряне на DOC файл с WordPad. За разглеждане на по-стари (1993-2003), както и на по-нови (Office Open XML) документи, Microsoft препоръчват Word Viewer, програма, която е свободно достъпна. Поддръжката на Office Open XML и ODF се появява с Windows 7 версията на WordPad.
|  | Тази страница частично или изцяло представлява превод на страницата WordPad в Уикипедия на английски. Оригиналният текст, както и този превод, са защитени от Лиценза „Криейтив Комънс – Признание – Споделяне на споделеното“, а за съдържание, създадено преди юни 2009 година – от Лиценза за свободна документация на ГНУ. Прегледайте историята на редакциите на оригиналната страница, както и на преводната страница, за да видите списъка на съавторите. ВАЖНО: Този шаблон се отнася единствено до авторските права върху съдържанието на статията. Добавянето му не отменя изискването да се посочват конкретни източници на твърденията, които да бъдат благонадеждни. |